# Ornica (torrente)
Il torrente Ornica (in bergamasco Örnìga) è un corso d'acqua della provincia di Bergamo. 
Nasce al Passo di Salmurano, nelle Alpi Orobie e confluisce dopo 7 km da sinistra nel torrente Stabina all'altezza del bivio per Ornica, in Val Brembana. Percorre la Valle Salmurano ed è interamente compreso nel territorio comunale di Ornica.